# Digenis Morfou
Digenis Akritas Morfou (Grieks: Διγενής Ακρίτας Μόρφου) is een Cypriotische omnisportclub uit Morfou. De club heeft een voetbal- en basketbalafdeling
De club werd op 23 april 1931 opgericht en werd genoemd naar de middeleeuwse Griekse held Digenis Akritas, die ook afgebeeld staat op het logo van de club. De club werd nooit kampioen maar werd wel vicekampioen in 1971 wat hen een UEFA-ticket opleverde. Na de Turkse invasie van Noord-Cyprus in 1974 moesten de Griekse Cyprioten vluchten en zo dus ook de club, die nu verbannen speelde in het zuiden van het land. Dit betekende een neerwaartse spiraal voor de club die verdween in de lagere reeksen.
In 2000 promoveerde de club opnieuw naar de hoogste klasse en in 2005 haalde de club de finale van de beker, die ze met 0-2 verloor van Omonia Nicosia. In 2007 en 2011 degradeerde de club waardoor in het seizoen 2011/12 op het derde niveau gespeeld wordt.
De basketbalafdeling werd in 1967 en 1968 Cypriotisch kampioen.

## Erelijst

### Voetbal
- Beker van Cyprus
  - Finalist: 2005

### Basketbal
- Landskampioen
  - 1967, 1968

## Digenis Morfou in Europa
#R = #ronde, T/U = Thuis/Uit, W = Wedstrijd, PUC = punten UEFA coëfficiënten .
Uitslagen vanuit gezichtspunt Digenis Morfou
| Seizoen | Competitie | Ronde | Land            | Club     | Totaalscore | 1e W    | 2e W    | PUC |
| ------- | ---------- | ----- | --------------- | -------- | ----------- | ------- | ------- | --- |
| 1971/72 | UEFA Cup   | 1R    | Vlag van Italië | AC Milan | 0-7         | 0-4 (U) | 0-3 (T) | 0.0 |

Totaal aantal punten voor UEFA coëfficiënten: 0.0

## Bekende (Oud-)Trainers
- Giorgos Savvidis